# Idaea outayana
Idaea outayana là một loài bướm đêm trong họ Geometridae.